# أفواه وأرانب (مسلسل)
أفواه وأرانب هو مسلسل تليفزيوني مصري، عُرض أول مرة سنة 1978. بطولة صلاح ذو الفقار وعفاف شعيب، من تأليف سمير عبد العظيم وإخراج حسين كمال.

## الأحداث
في إطار درامي مشوق تدور الأحداث حول (نعمت)، والتي تقيم مع شقيقتها وزوجها وأبنائهما التسعة، ونظرا للحالة المزرية التي تعيش فيها الأسرة، فقد تحول الأب إلى سكيرٍ، وعاطلٍ عن العمل، لتتصاعد الأحداث عندما يقبل زوج شقيقتها زواجها من رجل ثري، لتقرر (نعمت) الهرب إلى (المنصورة) وهناك تقابل (محمود).

## الشخصيات الرئيسية
- صلاح ذو الفقار بدور (محمود)
- عفاف شعيب بدور (نعمت)
- صلاح منصور بدور (عبد المجيد)
- صلاح قابيل بدور (يوسف)
- أحمد الجزيري بدور (عم مصطفي)
- زوزو حمدي الحكيم بدور (جمالات)
- سميرة عبد العزيز بدور (راجية)
- سمية الألفي بدور (نهي)
- سناء يونس بدور (فايزة)
- سمير ولي الدين بدور (المعلم)
- صبري عبد العزيز
- أحمد خميس
- اعتدال شاهين
- محمود رشاد